# Cibungur (Parungponteng)
Cibungur is een bestuurslaag in het regentschap Tasikmalaya van de provincie West-Java, Indonesië. Cibungur telt 5093 inwoners (volkstelling 2010).